# Karnataka Rajya Raitha Sangha
 (février 2025).
Karnataka Rajya Raitha Sangha (KRRS) est un syndicat paysan indien.

## Histoire
Les origines du KRRS remontent aux activités de la jeunesse socialiste à Mysore et dans d'autres districts du Karnāṭaka. Fortement influencé par les idées de Ram Manohar Lohia, le KRRS s'est auto-désigné comme un « mouvement villageois » les premières années, avec ses campagnes contre la monoculture au sein du système de foresterie publique, contre l'extraction illégale du granit en 1982, contre l'alcool, et en faveur de réformes pour des mariages moins coûteux. Le KRRS se présente aux élections d'abord en 1989 (remportant deux sièges) puis en 1994 (remportant un siège) et après presque une décennie, il remporte un siège en 2013.
Au début des années 1990, sous la direction de Nanjundaswamy, le KRRS participe aux manifestations anti-mondialisation et devient membre de la Via Campesina.
Avant de passer au Bharatiya Janata Party, Babagouda Patil (en) était actif au sein du KRRS.
Lors des manifestations de 2023-2024, le KRRS, qui s'est divisé en plusieurs factions, tend à se coordonner à nouveau.

## Positionnement
Le KRRS défend une approche de l'agriculture appelée Zero Budget Natural Farming (en).